# Wicked: For Good
Wicked: For Good (bra: Wicked: Parte 2; prt: Wicked: Pelo Bem) é um futuro filme estadunidense de fantasia musical dirigido por Jon M. Chu e escrito por Winnie Holzman. É a sequência de Wicked (2024), sendo a segunda de uma adaptação cinematográfica em duas partes do musical homônimo de Stephen Schwartz e Holzman, que por sua vez foi baseado no romance homônimo de 1995 de Gregory Maguire. O filme é estrelado por Cynthia Erivo e Ariana Grande, com Michelle Yeoh, Jeff Goldblum, Jonathan Bailey, Ethan Slater, Marissa Bode, Bowen Yang, Bronwyn James e Keala Settle em papéis coadjuvantes. O lançamento está previsto para ser realizado pela Universal Pictures em 20 de novembro de 2025 nos Estados Unidos.

## Premissa
O filme narra os acontecimentos posteriores ao final de Wicked, e continua a história de como uma mulher de pele verde enquadrada pelo Mágico de Oz que se torna a Bruxa Má do Oeste.

## Elenco
- Cynthia Erivo como Elphaba, uma jovem nascida com pele verde que agora se tornou a Bruxa Má do Oeste[3][4]
- Ariana Grande como Galinda, uma jovem popular que agora se tornou Glinda, a Bruxa Boa do Sul[3][5]
- Michelle Yeoh como Madame Morrible, diretora da Universidade Shiz[6]
- Jeff Goldblum como o Maravilhoso Mágico de Oz[7]
- Jonathan Bailey como Fiyero Tigelaar, um príncipe Winkie que conhece Elphaba e Glinda na escola.[8]
- Ethan Slater como Boq, um Munchkin apaixonado por Glinda[4]
- Marissa Bode como Nessarose Thropp, a irmã mais nova paraplégica de Elphaba que mais tarde se torna a Bruxa Má do Leste[9]
- Bowen Yang como Pfannee, um dos amigos de faculdade de Galinda[9]
- Bronwyn James como ShenShen, outra amiga de faculdade de Galinda[9]
- Keala Settle como Miss Coddle, uma nova personagem criada para este filme

Além disso, Aaron Teoh aparecerá como Averic, amigo de Fiyero; Grecia de la Paz aparecerá como Gilligan; Colin Michael Carmichael aparecerá como Professor Nikidik, professor da Universidade Shiz; e Adam James aparecerá como o pai de Galinda, outro novo personagem criado para este filme. A personagem Dorothy Gale, uma camponesa do Kansas que é acidentalmente transportada para a Terra de Oz por um tornado com seu cachorro Totó, também será apresentada.

## Produção

### Antecedentes
Wicked é um musical desenvolvido pelo compositor e letrista estadunidense Stephen Schwartz, mesmo criador dos musicais Godspell (1971) e Pippin (1972), e pela roteirista compatriota Winnie Holzman, criadora da série de televisão My So-Called Life. O musical é baseado no livro Wicked: The Life and Times of the Wicked Witch of the West, escrito por Gregory Maguire, sendo uma história alternativa da obra original The Wonderful Wizard of Oz, de L. Frank Baum, que gerou sua primeira adaptação cinematográfica na década de 1930, protagonizada por Judy Garland.
Desde sua estreia nos palcos da Broadway, em Nova Iorque, em 2003, Wicked quebrou recordes de bilheteria em todo o mundo, liderando a venda de ingressos em várias cidades e recebendo críticas positivas dos fãs e críticos especializados. Com o seu sucesso, a produção de Wicked foi para diversos países, como Reino Unido, Alemanha, Japão, Coreia do Sul, Austrália, Finlândia, Dinamarca, Singapura, Países Baixos, México e Brasil.

### Desenvolvimento
Uma adaptação cinematográfica do musical estava sendo comentada desde 2004. Em uma entrevista de 2009, Gregory Maguire afirmou que havia vendido os direitos para a ABC para fazer uma adaptação não-musical independente para a TV de Wicked. Não seria baseado no roteiro de Winnie Holzman. Em 9 de janeiro de 2011, foi relatado pela Entertainment Weekly que a ABC se uniria a Salma Hayek e sua produtora para criar uma minissérie de TV de Wicked baseada exclusivamente no romance de Maguire.
Em julho de 2010, foi relatado que Kristin Chenoweth como Glinda e Idina Menzel como Elphaba, do elenco original da Broadway, foram mencionadas como possíveis protagonistas de uma adaptação para o cinema. Lea Michele e Amy Adams também eram rumores. Escritores em potencial incluíam Winnie Holzman e Stephen Schwartz, enquanto J. J. Abrams, James Mangold, Ryan Murphy e Rob Marshall estavam sob consideração para dirigir.  Em julho de 2012, foi relatado que a Universal Studios estava produzindo o filme, com Stephen Daldry como diretor e Winnie Holzman, que escreveu o libreto do musical, contratada para escrever o roteiro. Em dezembro de 2012, após o sucesso de Os Miseráveis, Marc Platt, também produtor da versão teatral, anunciou que o filme estava indo para frente, confirmando posteriormente que o filme estava planejado para ser lançado em 2016.
A Universal anunciou em 2016 que o filme seria lançado nos cinemas em 20 de dezembro de 2019, com Daldry ainda vinculado para dirigir, e o roteiro a ser co-escrito pelos criadores do musical, Holzman e Schwartz.

### Pré-produção
Em maio de 2017, Schwartz afirmou que o filme contaria com "pelo menos duas" novas canções. Em 31 de agosto de 2018, a Universal colocou o filme em espera, devido à programação de produção, e deu preferência à adaptação cinematográfica de Cats, que se tornou um fracasso de bilheteria e crítica, com ele recebendo a data de lançamento anteriormente mantida pelo filme. Em 8 de fevereiro de 2019, a Universal anunciou uma nova data de lançamento de 22 de dezembro de 2021. Em 1 de abril de 2020, a Universal colocou o filme em espera mais uma vez devido à mudança nas datas de lançamento da Universal em meio à pandemia de COVID-19, e deu a Sing 2 a data de lançamento de 2021. Em 20 de outubro de 2020, foi anunciado que Daldry havia deixado a produção devido a conflitos de programação. Em 2 de fevereiro de 2021, foi anunciado que Jon M. Chu, diretor de Crazy Rich Asians e In the Heights, assinou contrato para substituir Daldry. Em agosto, Alice Brooks foi confirmada como diretora de fotografia do filme, repetindo parceria com Chu na adaptação de In the Heights.
Em novembro de 2021, a cantora estadunidense Ariana Grande e a atriz britânica Cynthia Erivo foram escaladas como as protagonistas Glinda e Elphaba, respectivamente. Em junho de 2022, Chu confirmou a contratação de Nathan Crowley como designer de produção. Em 21 de setembro de 2022, foi relatado que Jonathan Bailey se juntou ao elenco como Fiyero, o par romântico de Elphaba e Glinda. Em outubro de 2022, foi anunciado que Jeff Goldblum estava em negociações finais para estrelar como O Mágico de Oz. Goldblum permaneceu em negociações até dezembro, quando Ethan Slater, Michelle Yeoh, Marissa Bode, Bowen Yang, Bronwyn James, Keala Settle, Aaron Teoh e Colin Michael Carmichael foram adicionados ao elenco.  
Sobre a preparação para o papel de Elphaba, Erivo disse à Variety, enquanto expressava seu desejo de ver a versão teatral na Broadway novamente antes de filmar: "Estou reaprendendo tudo ... quero ir ver de novo. ... Quando eu ir para Nova Iorque em algum momento, aparecerei e verei o show novamente, será minha quinta vez.". Ela também disse na época que estavam em andamento discussões sobre como seria o filme, principalmente seu design de produção e estilo visual, ao mesmo tempo em que confirmou a contratação de Paul Tazewell como figurinista. O pedido que ela fez a ele pelo traje de Elphaba quando ela se torna a Bruxa Má do Oeste envolveu "uma coleção de Jean-Paul Gaultier com um sentimento de 'novo mundo, uma espécie de era dourada'".

### Filmagens
As filmagens começaram junto com Wicked e quase foi concluída em julho de 2023, antes que a produção fosse suspensa devido à greve da SAG-AFTRA de 2023. Ambos os filmes foram retomados em 24 de janeiro de 2024 e concluídos em 26 de janeiro. Os vocais dos atores durante os números musicais foram gravados ao vivo no set, com Simon Hayes, mixador de som de produção e vencedor do Oscar, colaborando com Chu nas gravações dos vocais dos atores, usando uma variação das mesmas técnicas de gravação que foram implementadas em Les Miséráveis (2012).

### Pós-produção e efeitos visuais
Em 6 de fevereiro de 2024, foi confirmado no Twitter que a Industrial Light & Magic fornecerá os efeitos visuais do filme com Pablo Helman atuando como supervisor de efeitos visuais, e que o trabalho de pós-produção estava em andamento, com Chu trabalhando remotamente com o editor Myron Kerstein via comunicação através do recém-lançado Apple Vision Pro.

### Música
Os álbuns da trilha sonora deste filme e de Wicked serão lançados pela Republic Records/Verve Label Group, gravadora da Ariana Grande.

## Lançamento
Wicked Part Two está programado para ser lançado nos cinemas, incluindo lançamentos em IMAX e Dolby Cinema, em 21 de novembro de 2025 pela Universal Pictures, após ter sido previamente definido para lançamento em 25 de dezembro de 2025. No Brasil, o filme tem previsão de estreia para 20 de novembro de 2025. 